# Ghost Story Games
Ghost Story Games, LLC es una empresa desarrolladora de videojuegos estadounidense con sede en Westwood, Massachusetts. El estudio, dirigido por Ken Levine, es el cambio de marca de Irrational Games que se anunció en febrero de 2017, y aunque sigue siendo la misma subsidiaria comercial de Take-Two Interactive, los fundadores consideraron el cambio de marca como un nuevo comienzo a medida que avanzan hacia títulos narrativos más emergentes en comparación con el títulos más grandes que habían hecho bajo Irrational.

## Historia

### Irrational Games
Irrational Games tenía un historial de varios títulos exitosos, como BioShock y BioShock Infinite, ambos dirigidos por Levine. Levine expresó el estrés supuso completar un título grande al concluir el trabajo de BioShock Infinite, y decidió que recortaría drásticamente el estudio "para reenfocar mi energía en un equipo más pequeño con una estructura más plana y una relación más directa con los jugadores". El director expresó: "En muchos sentidos, será un regreso a cómo comenzamos: 'un pequeño equipo que crea juegos para la audiencia principal de juegos'". Si bien Levine había considerado fundar una nueva empresa para esto, Take-Two convenció a Levine de que el mejor lugar para eso sería su estudio. El 18 de febrero de 2014, se reestructuró el estudio: Levine mantuvo a 15, y Take-Two y  2K Games ayudaron a encontrar puestos para otros 75 empleados. A este punto, Irrational cerró, aunque durante los próximos años, continuó publicando nuevas ofertas de trabajo.
En octubre de 2016, varios periodistas de videojuegos señalaron que Take-Two había registrado una marca comercial con el nombre "Ghost Story", relacionada con los videojuegos, pero no estaba claro para qué era. El 22 de febrero de 2017 el estudio anunció que se había rebautizado como Ghost Story Games, aunque lo estaban tratando como un nuevo comienzo como un estudio recién fundado. Ghost Story fue fundado por 12 de los exmiembros de Irrational, con Levine todavía como presidente y director creativo. El enfoque del estudio es "crear juegos inmersivos basados en historias para las personas que aman los juegos que les piden algo";  el nombre fue elegido porque las historias de fantasmas "son inmersivas, emocionantes e impregnados de un componente de comunidad", similar a sus filosofías de diseño. A partir de este punto, el estudio tenía alrededor de 25 empleados.

### Judas: 2014-presente
En la Game Developers Conference de 2014, luego de a la reestructuración, Levine presentó su idea de "Legos narrativos" que quería explorar con este estudio. Levine afirmó que en este concepto, pueden destilar elementos narrativos en aspectos clave que el jugador puede aprender, actuar y afectar una historia narrativa no lineal, y luego combinarlos de una manera para hacer una historia altamente re jugable impulsada por el jugador. En enero de 2015, Levine dijo que su primer juego con este concepto narrativo  sería un juego de "ciencia ficción en primera persona". Durante una presentación en la conferencia EGX Rezzed de marzo de 2017, Levine dijo que este juego usa un sistema inspirado en el sistema Némesis de La Tierra Media: sombras de Mordor, que descubrió que proporcionaba una manera de incluir una metanarrativa más grande en un juego sin tener que personaliza mucha historia o diálogo para ello. Además, dijo que incluyeron la idea de "reconocimiento radical", en el que el mundo del juego responde de alguna manera a las acciones que realiza el jugador de una manera más programática, en contraste con el enfoque narrativo utilizado por Telltale Games, que simplemente presenta decisiones de ramificación. Levine también anticipó que el juego no sería tan "suave" para los jugadores en contraste con los BioShock, en el sentido de que no anticipa que le explicarán cómo funciona la mecánica del juego directamente al jugador, pero requiere que el jugador lo descubra sobre la marcha.
A principios de 2022, Bloomberg News informó que el trabajo en el primer juego del estudio había caído en un infierno de desarrollo, habiendo estado en progreso durante al menos siete años. Los empleados del estudio, hablando con Bloomberg, declararon que el desarrollo se había visto retrasado por varios reinicios y cambios de dirección realizados por Levine, así como por el estilo de gestión de Levine que había llevado al agotamiento de los empleados. Asimismo, ese mismo año, se anunció el primer juego del estudio, Judas, en los The Game Awards 2022. Su lanzamiento está previsto para PlayStation 5, Xbox Series X/S y Windows durante el año fiscal 2025 de Take Two, que finaliza el 31 de marzo de 2025.